# Отто Флейшманн
Отокар «Отто» Флейшманн (чеськ. Otokar «Otto» Fleischmann, 28 квітня 1906, Краловські Виногради — 5 грудня 1950) — чехословацький футболіст, що грав на позиції нападника. Колишній гравець національної збірної Чехословаччини.

## Клубна кар'єра
Виступав у складі клубу «Уніон» (Жижков). 
В 1925 році в Чехословаччині була створена професіональна ліга, до якої приєднались більшість провідних чеських команд. «Уніон» залишився в аматорському спорті, для представників якого був організований свій футбольний чемпіонат. Перший розіграш 1925 року «Уніон» виграв. В чвертьфіналі команда перемогла «Пардубіце» (3:1), а у півфіналі — «Рапід Виногради» (3:2). У фіналі був переможений клуб «Чехослован Коширже» з рахунком 3:2. Голи в складі «Уніона» забили Флейшманн, Шинделарж і Цісарж.
З 1926 року грав у складі клубу «Спарта» (Прага). Але гравцем основи команди не зумів стати. Зіграв по одному матчу в чемпіонських сезонах  1925-26 і 1927 років.

## Виступи за збірну
За національну збірну дебютував у 1926 році. У Будапешті чехословацькі футболісти поступились збірній Угорщини (1:2). У наступній своїй грі забив гол у ворота збірної Бельгії (перемогли 4:0). 
Протягом кар'єри провів у формі головної команди країни 3 матчів, забивши 1 гол.

### Статистика виступів за збірну
| Дата       | Місто    | Господарі      | Результат | Гості          | Турнір           | Голи | Примітки |
| ---------- | -------- | -------------- | --------- | -------------- | ---------------- | ---- | -------- |
| 06/06/1926 | Будапешт | Угорщина       | 2 – 1     | Чехословаччина | товариський матч | -    | 46'      |
| 26/05/1927 | Прага    | Чехословаччина | 4 – 0     | Бельгія        | товариський матч | 1    |          |
| 31/07/1927 | Белград  | Югославія      | 1 – 1     | Чехословаччина | товариський матч | -    |          |
| Усього     |          | Матчів         | 3         |                | Голів            | 1    |          |

## Трофеї і досягнення
- Чемпіон Чехословаччини: (2)

«Спарта»: 1925-26, 1927
- Переможець аматорського чемпіонату Чехословаччини: (1)

«Уніон»: 1925